# ملعب سويدبانك

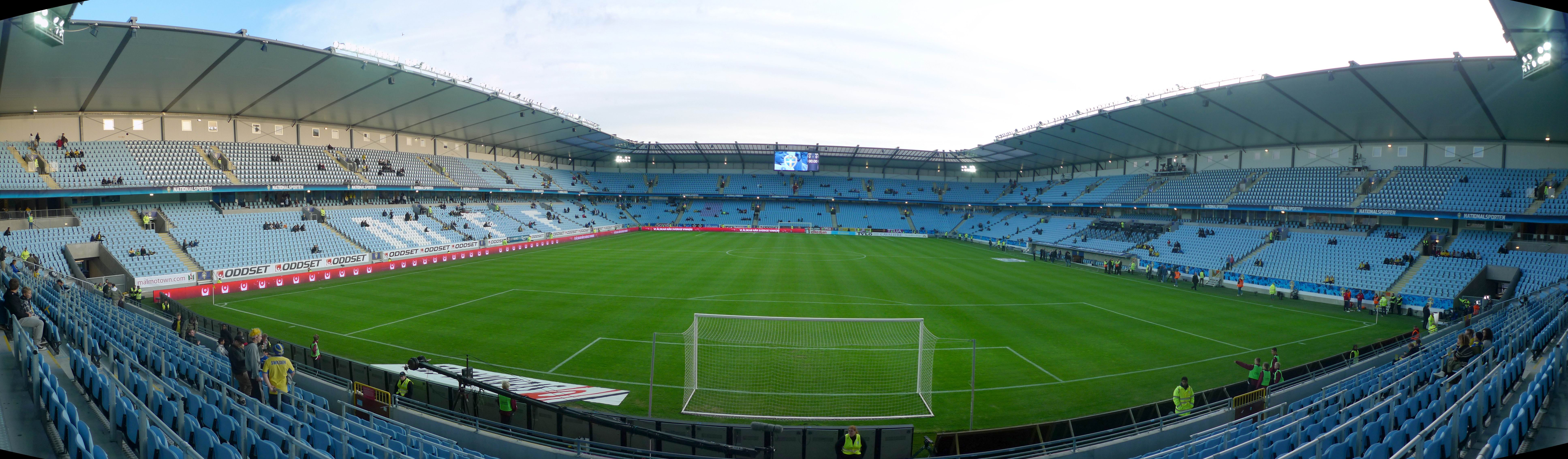

ملعب سويدبانك، غالباً ما يعرف باسم الملعب، هو ملعب كرة قدم في مالمو، السويد وهو الملعب الرئيسي لنادي مالمو المنتمي لالدوري السويدي الممتاز. في مسابقات الاتحاد الأوروبي لكرة القدم يدعى الملعب باسم ملعب مالمو الجديد لأسباب الرعاية. سمى الملعب على اسم المجموعة السويدية المصرفية سويدبانك، والتي تملك في الوقت الحاضر حقوق التسمية. بصرف النظر عن كونه الملعب الأساسي لنادي مالمو، يستضيف الملعب عدة مباريات دولية وحفلات موسيقية وغيرها.
الملعب هو ثاني أكبر ملعب في السويد خلف ملعب راسوندا. وفي مباريات الدوري يسع لجلوس 24,000 شخص. أما على الصعيد الأوروبي فيحتضن ملعب سويدبانك 21,000 شخص. تم افتتاحه رسمياً يوم 13 أبريل 2009 بعد عامين من البناء.

## وصلات خارجية
- الموقع الرسمي